# Северный Ламбет (станция метро)
Северный Ламбет (англ. Lambeth North tube station) — станция глубокого заложения линии «Бейкерлоо» лондонского метро, расположенная между станциями «Ватерлоо» и «Элефант-энд-Касл» в лондонском боро Ламбет. Относится к первой тарифной зоне. Является самой наименее посещаемой станцией метро Лондона среди расположенных в первой тарифной зоне, с суммарным пассажирооборотом в 2015 году в 3,5 млн человек, в 2017 году — 3,53 млн человек.
Наземный вестибюль станции расположен по адресу Westminster Bridge Road, 110 и является ближайшей станцией метро к Имперскому военному музею. Фасад наземного вестибюля станции отделан коричневой терракотовой плиткой, типичной для отделки станций линии «Бейкерлоо».
Тоннели, ведущие к станции — однопутные. На станции есть два пассажирских лифта и винтовая лестница, соединяющая уровень улицы с уровнем платформы (21 метр или около 70 футов). В северном направлении сразу за станцией находится съезд, позволяющий поездам прибывать на любую платформу. Это необходимо для поездов, которые следуют из депо «Лондон-Роуд», которое можно увидеть на улице Святого Георгия и которое соединяется ССВ с линией «Бакерлоо» к северу от станции.

## История
Станция, построенная по проекту архитектора Лесли Грин (1875—1908), была открыта на железно-дорожной линии «Бейкер-стрит и Ватерлоо» (англ. Baker Street & Waterloo Railway, BS&WR) 10 марта 1906 года под названием «Кеннингтон-роуд». С момента открытия и до 5 августа 1906 года, когда была открыта станция «Элефант-энд-Касл», станция являлась временной конечной на линии.
В июле 1906 года название станции было изменено на «Вестминстер-бридж-роуд» (англ. Westminster Bridge Road), а в апреле 1917 года она была переименована в «Северный Ламбет» (англ. Lambeth North).
16 января 1941 года в 03:56 немецкая осколочная бомба «Сатана» 1800 кг попала в общежитие на соседней улице Вестминстер-Бридж, 92. Ударная волна серьёзно повредила идущий на юг тоннель платформы, в результате чего 28 человек, укрывавшихся там, были ранены. 15 дней спустя один из них скончался в больнице. В результате проведенного аварийно-восстановительного ремонта на станции полностью заменены тридцать семь колец обделки поврежденного тоннеля, ещё 15 частично заменены. Также восстановлен повреждённый взрывом участок платформы длиной 26 метров (86 футов). Через 95 дней движение по станции возобновилось.
В июле 2016 года станция была закрыта на ремонт и вновь открылась в феврале 2017 года.

## Трафик
По данным на 17 мая 2015 года в среднем трафик по станции линии «Бейкерлоо» составлял 14 пар поездов в час (п/ч):
- 14 пар поездов в час (п/ч) до станции «Элефант-энд-Касл[англ.]» (южное направление);
- 6 пар поездов в час (п/ч) до станции «Харроу-энд-Уэлдстон[англ.]» через «Стоунбридж-парк[англ.]» и «Королевский парк» (северное направление);
- 3 пары поездов в час (п/ч) до станции «Стоунбридж-парк[англ.]» через «Королевский парк» (северное направление);
- 5 пар поездов в час (п/ч) до станции «Королевский парк» (северное направление).

По данным на 21 мая 2017 года трафик по станции линии «Бейкерлоо» составлял от 18 (по воскресеньям) до 22 (часы пик) пар поездов в час (п/ч). Схема движения по станции по будним дням в нерабочее время и в течение всего дня по субботам, выглядит следующим образом:
- 20 пар поездов в час (п/ч) до станции «Элефант-энд-Касл[англ.]» (южное направление);
- 6 пар поездов в час (п/ч) до станции «Харроу-энд-Уэлдстон[англ.]» через «Стоунбридж-парк[англ.]» и «Королевский парк» (северное направление);
- 3 пары поездов в час (п/ч) до станции «Стоунбридж-парк[англ.]» через «Королевский парк» (северное направление);
- 11 пар поездов в час (п/ч) до станции «Королевский парк» (северное направление).

Пиковое обслуживание в будние дни осуществляется с одной либо двумя дополнительными парами поездов в час на участке «Королевский парк» — «Элефант-энд-Касл», а по воскресеньям в течение дня на участок «Королевский парк» — «Элефант-энд-Касл» выдаётся на две пары поездов в час меньше, чем в не пиковом графике.

## Иллюстрации

Станция «Северный Ламбет»
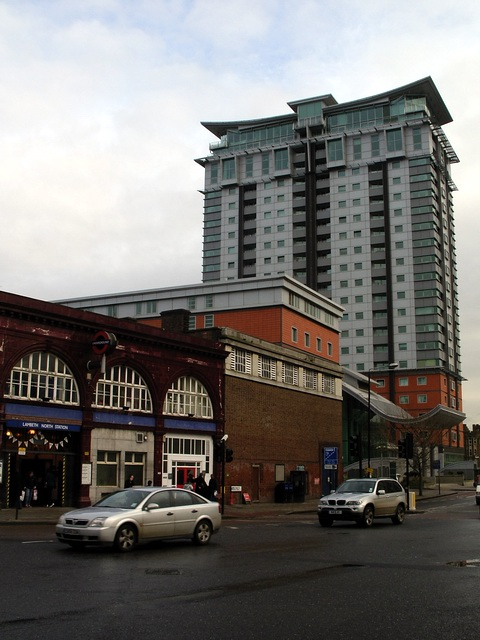
Наземный вестибюль
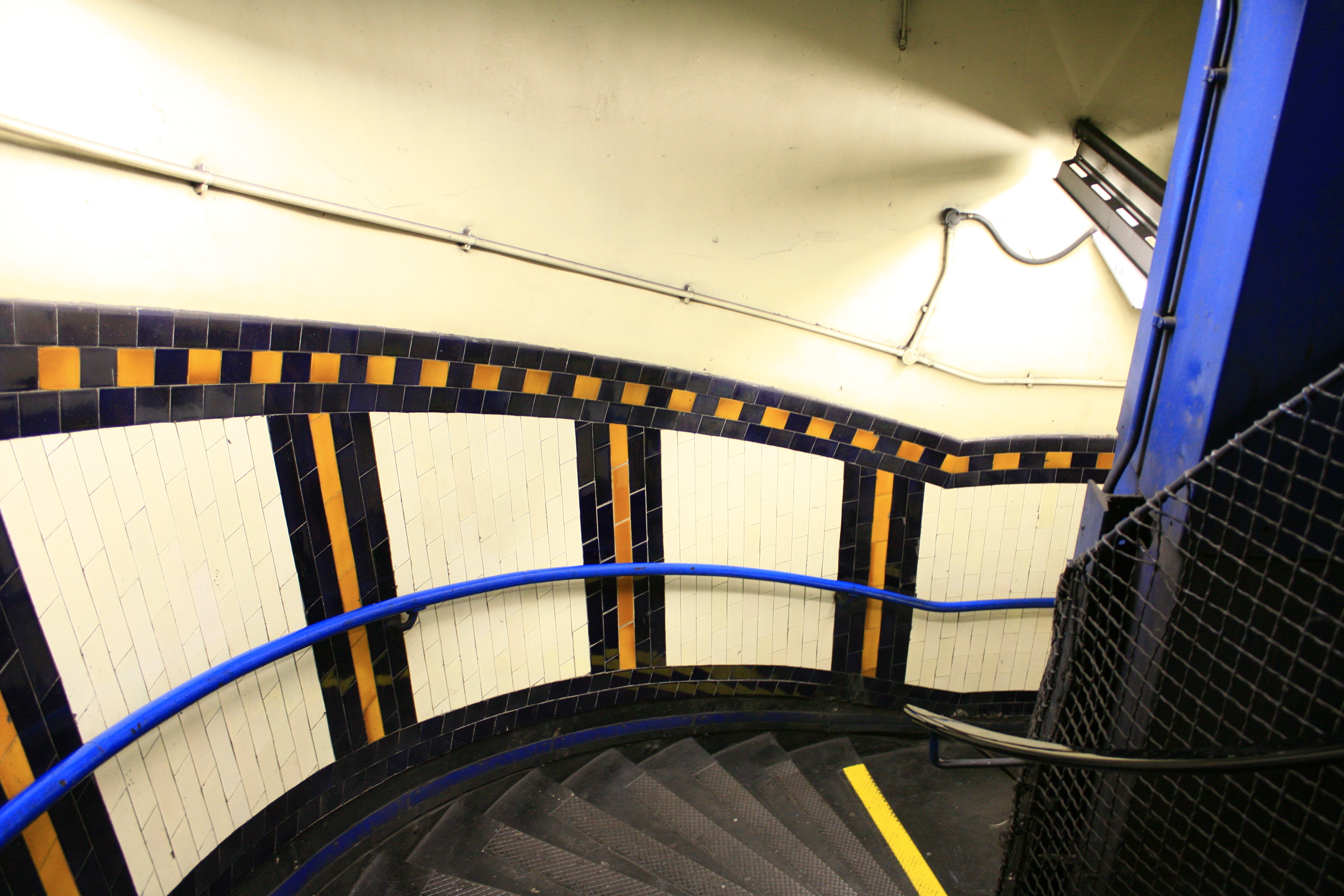
Лестница на платформу
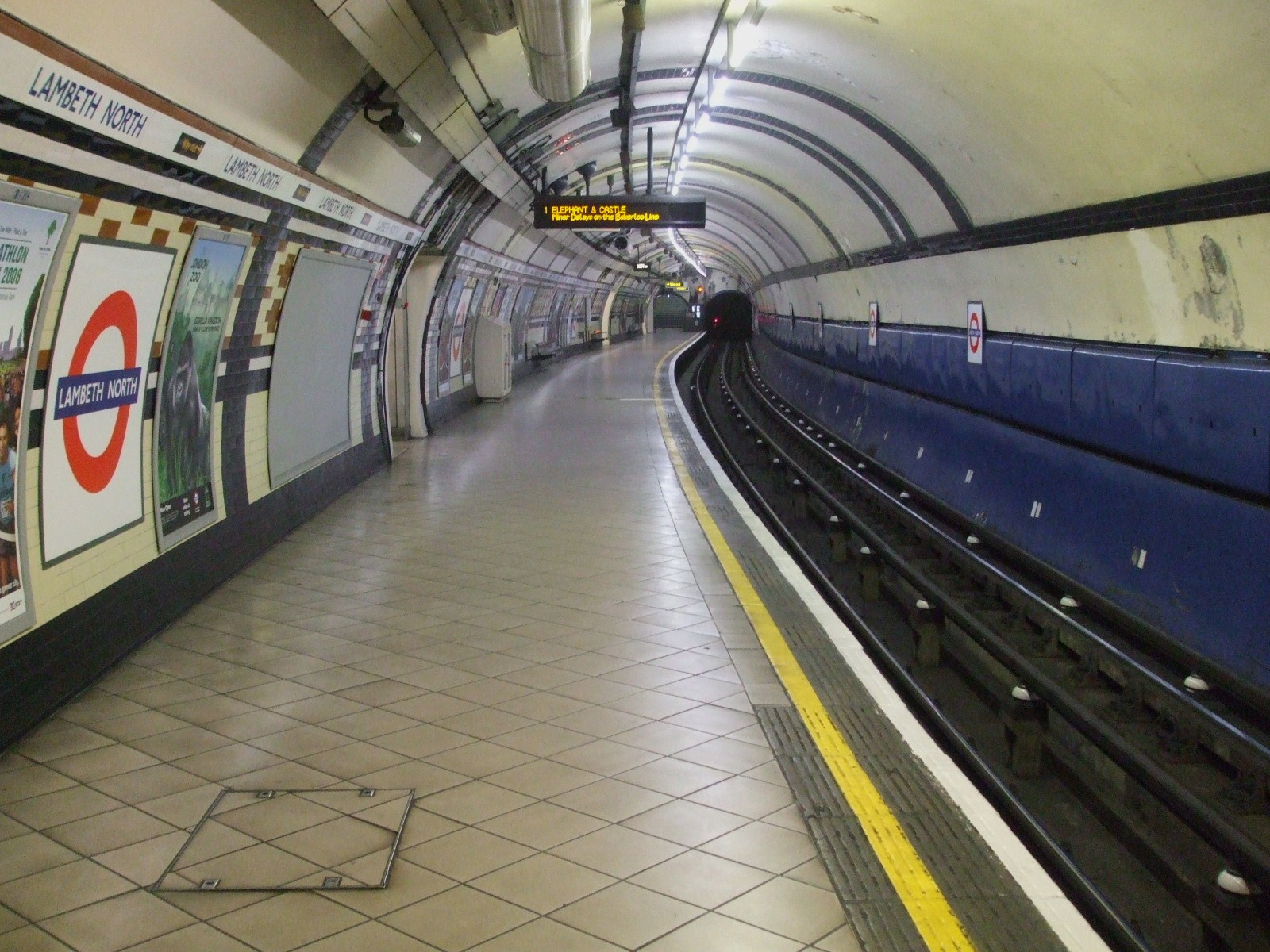
Платформа
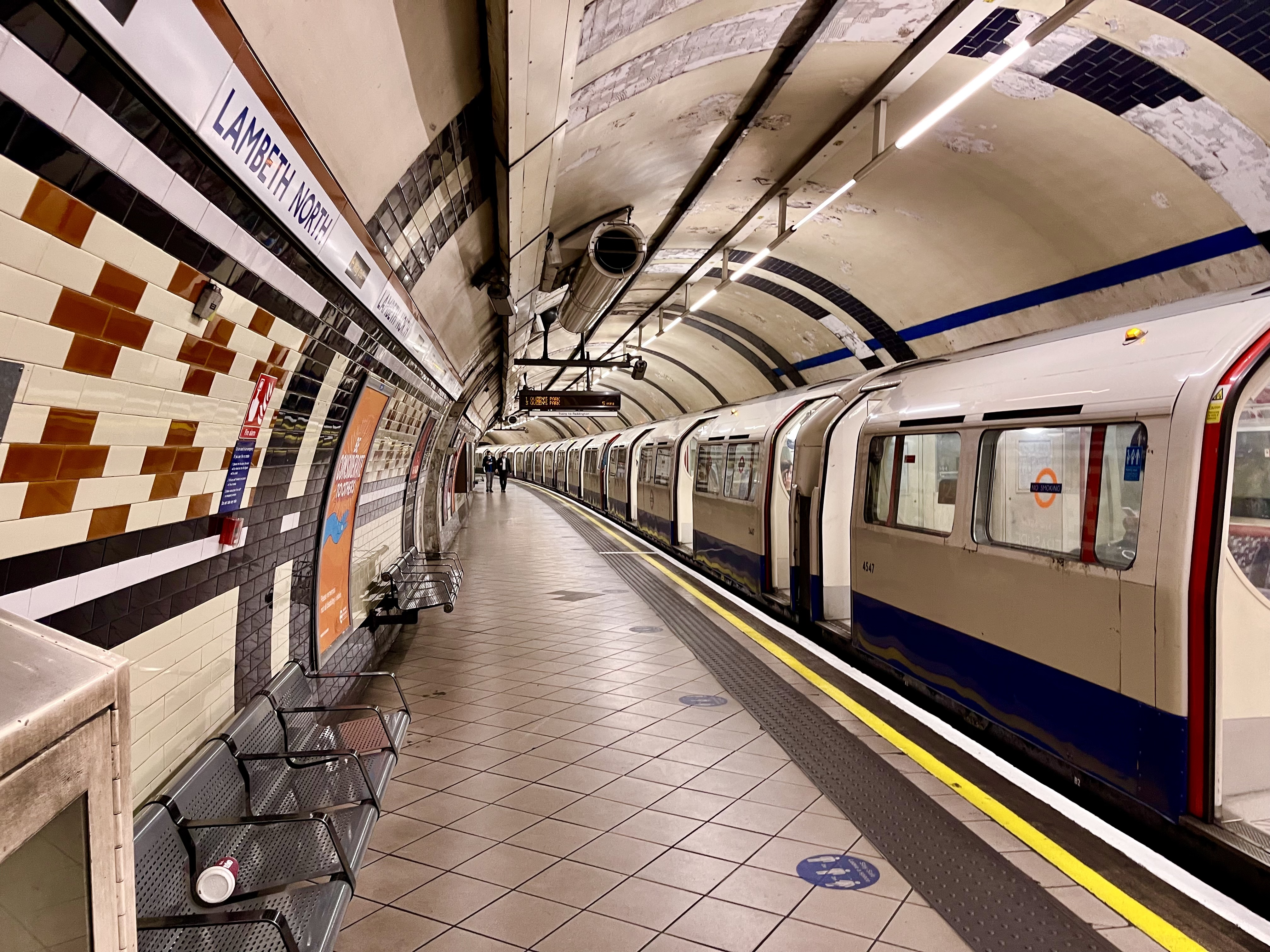
Облицовка платформы